# ليمور صوفي غربي
ليمور صوفي غربي (الاسم العلمي: Avahi occidentalis) (بالإنجليزية: Western Woolly Lemur)‏ هو نوع من الحيوانات يتبع جنس الليمور الصوفي من الفصيلة الإندرية.